# Baron-sur-Odon
Baron-sur-Odon település Franciaországban, Calvados megyében. Lakosainak száma 1104 fő (2022. január 1.). Baron-sur-Odon Esquay-Notre-Dame, Fontaine-Étoupefour, Gavrus, Mondrainville, Mouen, Tourville-sur-Odon és Verson községekkel határos.

## Népesség
A település népességének változása:
| Lakosok száma | 313  | 579  | 616  | 812  | 871  | 895  | 939  | 975  | 1005 | 1104 |
|               | 1968 | 1982 | 1990 | 2006 | 2013 | 2015 | 2017 | 2019 | 2020 | 2022 |